# 上海公安学院
上海公安学院是中华人民共和国的一所全日制本科公办省属普通高等学校，位于上海市。

## 历史沿革
1949年6月，上海警务学校成立。1974年，上海市公安局五七干部学校成立。1978年，更名为上海市公安学校。1983年，更名为上海市人民警官学校；同年，升格为上海公安专科学校。1992年，更名为上海公安高等专科学校。1995年，上海市第一人民警察学校和上海市第二人民警察学校并入，校址成为该校的浦东学区。2016年，升格为上海公安学院。

## 院系设置
学院开设5个全日制本科专业，以及10个全日制第二专科专业（方向）。

### 本科专业
- 治安学
- 侦查学
- 警务指挥与战术
- 刑事科学技术
- 网络安全与执法

### 专科专业（方向）
- 治安管理（派出所勤务方向）
- 治安管理（轨道交通公共安全方向）
- 治安管理（信息网络安全监察方向）
- 治安管理（大数据应用方向）
- 治安管理（刑事侦查方向）
- 治安管理（经济犯罪侦查方向）
- 交通管理
- 刑事执行（监所管理方向）
- 刑事执行（人民法院司法警察方向）
- 警务指挥与战术（特警方向）